# Степанов, Иван Прокопьевич
Иван Прокопьевич Степанов (род. 14 июля 1945, село Майя, Якутская АССР) — советский и российский якутский оперный певец (бас), народный артист России (1993).

## Биография
Иван Прокопьевич Степанов родился 14 июля 1945 года в селе Майя (Мегино-Кангаласский улус) Якутской АССР в семье колхозника. Окончил семилетку в селе Ломтука. В 1967 году окончил Якутское художественное училище. Работал художником-оформителем в Якутском музыкально-драматическом театре имени П. А. Ойунского.
В 1967—1973 годах учился на вокальном факультете Уральской консерватории имени М. П. Мусоргского (педагог З. В. Щёлокова) в Свердловске.
С 1973 года — солист оперы  Якутского театра оперы и балета. Гастролировал в Канаде (1981) и Румынии (1984). В сезоне 1984—1985 годов проходил стажировку в Большом театре. 
Был делегатом XVII съезда профсоюзов СССР.
Занимается концертной деятельностью.

## Награды и премии
- Якутская республиканская премия имени П. А. Ойунского в области литературы, искусства и архитектуры — за исполнение роли Никуса в опере Н. Берестова «Неугасимое пламя», заглавной партии в опере А. П. Бородина «Князь Игорь» и за концертные программы (1980).
- Заслуженный артист РСФСР (24.01.1983)[1].
- Диплом Международного конкурса им. Ф. И. Шаляпина (1993).
- Почётный гражданин Мегино-Кангасского улуса (1993).
- Народный артист России (16.06.1993)[2].
- Народный артист Республики Саха (Якутия, 1995).
- Большая серебряная медаль им. С. Дягилева (1998).
- I премия I конкурса басов России имени Ф.И. Шаляпина.
- Орден «Полярная Звезда» (Якутия, 2005).

## Оперные партии
- «Севильский цирюльник» Дж. Россини — дон Базилио
- «Борис Годунов» М. П. Мусоргского — Борис Годунов
- «Майская ночь» Н. А. Римский-Корсаков — Голова
- «Князь Игорь» А. Бородина — Князь Галицкий и Кончак
- «Иоланта» П. И. Чайковский — король Рене
- «Русалка» А. С. Даргомыжский — Мельник
- «Фауст» Шарль Гуно — Мефистофель
- «Чио-Чио-Сан» Д. Пуччини — Бонза
- «Тоска»  Д. Пуччини — тюремщик
- «Царская невеста» Н. Римского-Корсакова — Скуратов
- «Евгений Онегин» П. Чайковского — Гремин и Секундант
- «Риголетто» Д. Верди — Монтероне
- «Кармен» Ж. Бизе — Цунига
- «Нюргун Боотур» М. Жиркова и Г. Литинского — Нюргун Боотур
- «Неугасимое пламя» Н. Берестова — Нюкус
- «Лоокуут и Нюргусун» Г. Григоряна — Басыкка
- «Цветок Севера» Г. Григоряна — Хойостоон